# Club Mount Stephen
Ne doit pas être confondu avec Maison George-Stephen ou Le Mount Stephen.

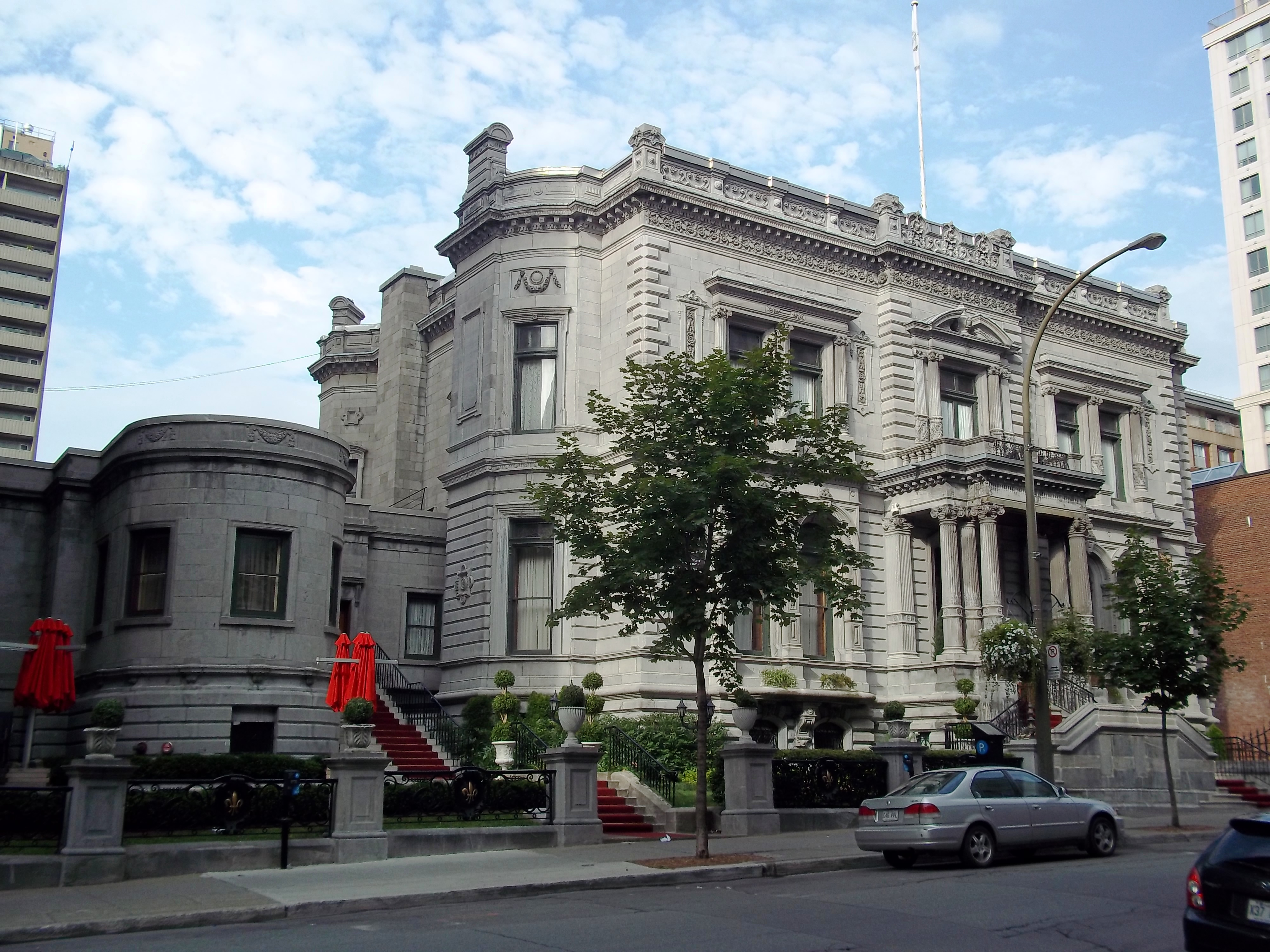
Maison George-Stephen (2011), ancien siège du club Mount Stephen

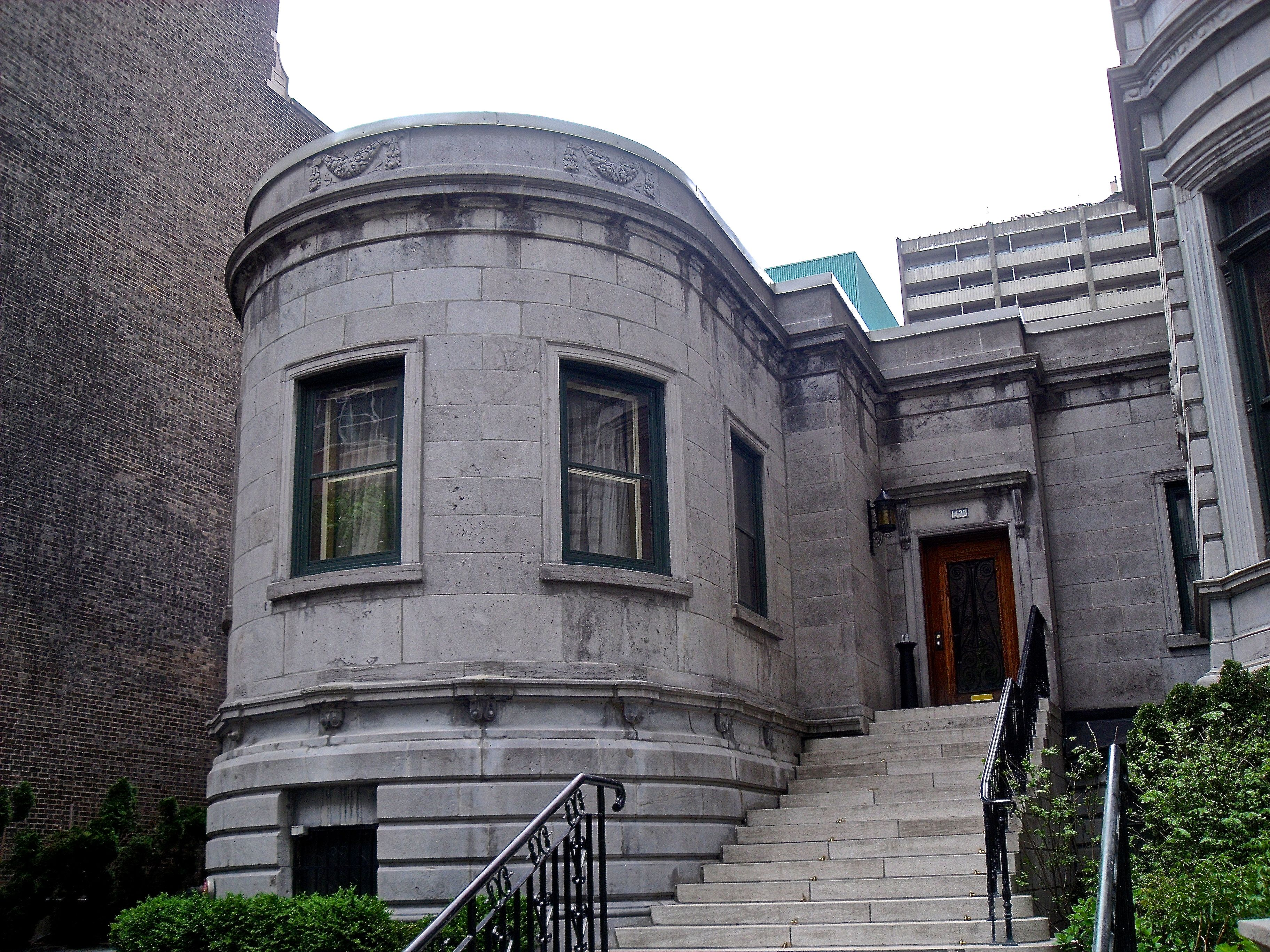
L'escalier menant au salon réservé autrefois aux dames

Le club Mount Stephen (anglais : Mount Stephen Club) était à l’origine un club privé pour hommes situé dans l’ancienne maison George-Stephen au 1430-1440 de la rue Drummond dans le quartier du Mille carré doré à Montréal au Canada. Les femmes membres du club ne furent admises à recevoir tous les privilèges réservés traditionnellement aux hommes membres qu’au courant des années 1970.
Le club fut fondé en 1926 par Noah Timmins, J. H. Maher et J. S.  Dohan qui avaient à l’origine l’objectif commun de protéger la maison George-Stephen de la démolition et préserver ses décors intérieurs originaux,. D’ailleurs, cet objectif fut l’élément clé de la préservation presque intégrale de cet hôtel particulier jusqu’à nos jours. Le club ouvrit officiellement en 1927 et ferma définitivement le 23 décembre 2011 pour des raisons financières,.
Les fondateurs attribuèrent au club le nom « Mount Stephen » en l’honneur du premier propriétaire de la résidence, George Stephen, 1er baron Mount Stephen,. Aussi, lors de la conversion de la résidence en club en 1927, la direction fit ajouter aux vitraux du vestibule la devise du club : «True friendship’s laws are by this rule exprest, Welcome the coming, speed the parting guest ».
Au cours de son existence, le club Mount Stephen reçut l’élite montréalaise et internationale. Nombre de dignitaires, politiciens et célébrités se sont succédé au club, dont notamment la princesse Benedikte de Danemark, la princesse Margaret, comtesse de Snowdon, le général français d’armée aérienne Edmond Jouhaud, le Field-Marshal et 1er comte Wavell Archibald Wavell, John Diefenbaker, Percival Molson, Edgar Bronfman, Pierre-Elliott Trudeau, Brian Mulroney, Paul Martin, René Lévesque, Lucien Bouchard, Louise Harel, Sarto Fournier et Pierre Bourque,.

## Historique
Le 16 juillet 1926, la société Don Mar Realty Limited se porta acquéreur de la maison George-Stephen. Cette société la revendit le 14 octobre 1927 au club Mount Stephen, un Gentlemen's club fondé en 1926 par Noah Timmins, J. H. Maher et J. S.  Dohan. Ces derniers furent les premiers défenseurs de la sauvegarde de la maison George Stephen et ils mirent tout en œuvre pour protéger cette maison bourgeoise de la démolition et préserver les décors intérieurs originaux,. D’ailleurs, cet objectif fut l’élément clé de la préservation presque intégrale de cet hôtel particulier jusqu’à nos jours. De plus, ils attribuèrent au club le nom « Mount Stephen » en l’honneur du premier propriétaire de la résidence, George Stephen,.

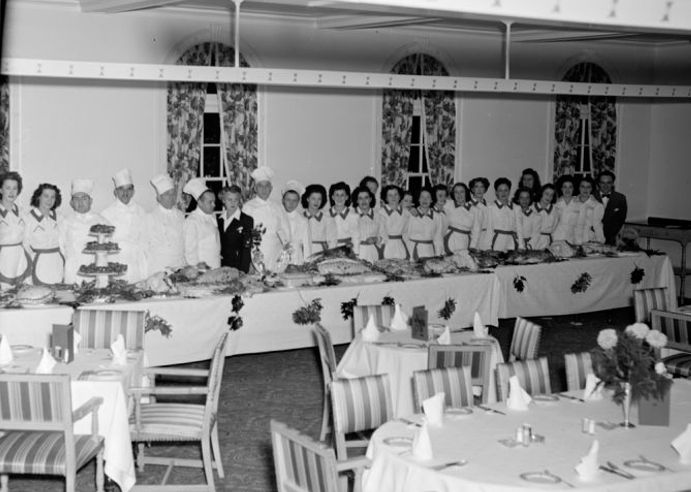
Club Mount Stephen (1947)

La conversion de la résidence en club privé amena cependant le nouveau propriétaire à apporter certaines modifications. La plus notable fut le remplacement en 1927 des parois de verre de la serre par des murs en pierre de taille. La même année, la nouvelle vocation de l’immeuble amena également le club à apporter des modifications aux cuisines, à certains équipements et aux salles du sous-sol. 
Par la suite, le club procéda à une série d’agrandissements par la construction d’annexes ainsi qu’à des modifications intérieures pour mieux répondre aux besoins du club et de sa clientèle. En 1948, le club agrandit le côté sud de l’ancienne serre,. En 1953, l’institution construisit une annexe à l’arrière et elle procéda à des modifications intérieures de 1956 à 1958 et en 1962 (cuisines),,,,. 
En 1964, les femmes membres du club furent admises à utiliser la même entrée d’honneur que les hommes. Elles ne purent cependant accéder à tous les privilèges d’adhésion qu’au courant des années 1970. 
En 2005, un projet d’hôtel vit le jour : l’hôtel "Le Cristofe Alexandre". Conçue par l’architecte Karl Fischer, une tour de vingt-et-un (21) étages aurait été érigée au coin de la rue Drummond et du boulevard de Maisonneuve, adjacente à la maison George Stephen, mais reliée à cette dernière par une entrée commune moderne. L’ouverture de cet hôtel était à l’origine prévue pour 2008. Cependant, ce projet fut annulé. 
En 2006, le nom « club Mount Stephen » passa entre les mains du groupe hôtelier et immobilier Tidan. Le 26 mai 2006, ce même groupe racheta la résidence au prix de 4 millions de dollars (4 000 000 $) à l’ancien club Mount Stephen constitué en 1926. Cette dernière entité juridique fut définitivement radiée d’office le 4 juin 2010. Dès 2006, la nouvelle direction du club tenta d’améliorer l’accueil et les services offerts à ses quatre cents membres. D’abord, elle investit près de 4 millions de dollars (4 000 000 $) notamment dans l’ajout d’un système de climatisation centrale, l’agrandissement de certaines salles de réception et l’ajout de nouvelles salles de réunion,. Elle tenta également d’adopter une nouvelle stratégie marketing afin de convaincre les jeunes montréalais de devenir membre. Puis, elle ouvrit le club au grand public pour des soupers musicaux le samedi et des brunchs musicaux le dimanche. Malgré toutes tentatives de revitaliser le club, le groupe Tidan ne réussit pas à rentabiliser l’institution, et ce, même si leurs investissements passés avaient permis d’augmenter les revenus. Le 23 décembre 2011, la direction prit la décision de fermer définitivement le club,, causant la perte de 70 emplois à temps plein ou à temps partiel. La fermeture du club incita alors Héritage Montréal à mettre dès 2012 la maison George Stephen sous observation sur sa liste des sites emblématiques menacés de Montréal.

## Liste des présidents du club
Cette liste non exhaustive répertorie les présidents du club.
| Nom                         | Période de présidence |
| --------------------------- | --------------------- |
| M. K. Pike                  | De 1927 à 1929        |
| Lt.-Co. H. J. Trihey, K. C. | 1930                  |
| J. L. Lawson                | 1931                  |
| Wm. Carswell                | 1932                  |
| W. L. Bayer                 | 1933-34               |
| Arthur Surveyer             | 1935                  |
| A. P. Earle                 | 1936                  |
| H. G. Hesler                | 1937                  |
| J. Austin Murphy            | 1938                  |
| H. B. Wickes                | 1939                  |
| A. L. Brown                 | 1940                  |
| H. F. Glass                 | 1941                  |
| L. A. Daigle                | 1942                  |
| C. M. Carmichael            | 1943                  |
| M. A. Janin                 | 1944                  |
| J. P. Kavanagh              | 1945                  |
| A. F. McLachlin             | 1946                  |
| H. R. Churchill             | 1947                  |
| Hon. W. Gagnon              | 1948                  |
| J. H. Davey                 | 1949                  |
| L. H. Laffoley              | 1950                  |
| C. T. Medlar                | 1951                  |
| J. C. Kenkel                | 1952                  |
| H. W. Tritt                 | 1953                  |
| J. A. Savoy                 | 1954                  |
| W. H. Wilson                | 1955                  |
| James Fergus                | 1956                  |
| A. Samoisette, O.B.E.       | 1957                  |
| J. M. Dowie                 | 1958                  |
| A. G. Pinard                | 1959                  |
| G. W. Kindersley            | 1960                  |
| W. Howard Wert              | 1961                  |
| G. E. Hervey                | 1962                  |
| A. G. Farquharson           | 1963                  |
| J. C. Clapinson             | 1964                  |
| W. D. Ardell                | 1965                  |
| J. W. Bedbrooke             | 1966                  |
| T. D. Jotcham               | 1967                  |
| M. J. Bourgault             | 1968                  |
| Maurice Riel                | 1969                  |
| J. E. King                  | 1970                  |
| R. F. Powell                | 1971                  |
| J. K. Cullen                | 1972                  |
| C. A. Phelan                | 1973                  |
| J. R. Brabant               | 1974                  |
| H. T. Olivier               | 1975                  |
| J. G. McCarten              | 1976                  |
| N. W. Benson                | 1977                  |
| G. M. Simpson               | 1978                  |
| J. K. Cullen                | 1978                  |

## Liste des clubs affiliés
Cette liste indique les clubs qui étaient affiliés au club Mount Stephen vers 1967.
| Nom                       | Adresse                                                     |
| ------------------------- | ----------------------------------------------------------- |
| Halifax Club              | Rue Hollis, Halifax, Nouvelle-Écosse                        |
| Union Club                | Saint John, Nouveau-Brunswick                               |
| Club Garrison             | P.O. Box 300, Ville de Québec, Québec                       |
| Laurentian Club           | 252 rue Metcalfe, Ottawa, Ontario                           |
| Ontario Club              | 16 avenue Wellington, Toronto, Ontario                      |
| London Club Ltd.          | London, Ontario                                             |
| Carleton Club             | Winnipeg, Manitoba                                          |
| Assiniboia Club           | 1925 avenue Victoria, Regina, Saskatchewan                  |
| Calgary Petroleum Club    | 319, 5e avenue Sud-Ouest, Calgary, Alberta                  |
| Calgary Professional Club | 321, 8e avenue Sud-Ouest, Calgary, Alberta                  |
| Edmonton Club             | 10020, 100e rue, Edmonton, Alberta                          |
| Terminal City Club        | 837 rue Hastings Ouest, Vancouver, Colombie-Britannique     |
| Washington Athletic Club  | Seattle, Washington, États-Unis                             |
| Olympic Club              | 524 rue Post, San Francisco, California, 94102              |
| Lotos Club                | 5, 66e rue Est, New York, 10021, New York, États-Unis       |
| Los Angeles Athletic Club | 431, rue 7e Est, Los Angeles, Californie, 90014, États-Unis |
| Arctic Club               | 700, 3e avenue, Seattle, État de Washington, États-Unis     |
| Denver Athletic Club      | P.O. Box 988, Denver, Colorado, 80201, États-Unis           |
| Columbia University Club  | 4, 43e rue Ouest, New York, New York, États-Unis            |
| Davenport Club            | Davenport, Iowa, États-Unis                                 |
| Downtown Athletic Club    | 19e rue Ouest, New York, 10004, New York, États-Unis        |
| Wisconsin Club            | Milwaukee, Wisconsin, 53233, États-Unis                     |

### Sources et bibliographie
Ouvrages :
- Communauté Urbaine de Montréal, Répertoire d'architecture traditionnelle sur le territoire de la Communauté Urbaine de Montréal : Les résidences, Service de la planification du territoire (CUM), 1987, 803 p.
- François Rémillard, Demeures bourgeoises de Montréal : le Mille carré, 1850-1930 : Maison George Stephen, Montréal, Édition du Méridien, 1986, 57 p.
- Guy Pinard, Montréal, son histoire, son architecture : Club Mount Stephen, Montréal, Éditions La presse, 1987, 379 p.
- (en) The story of the Mount Stephen Club, Montreal, Canada, Montréal, Mount Stephen Club, Montreal, 1967, 20 p.
- (en) Mount Stephen Club, Montreal, Montréal, Mount Stephen Club, Montreal, 1967, 8 p.

Articles de périodique :
- Daniel Lemay, « Les clubs privés s'adaptent au siècle », Lapresse,‎ 8 janvier 2010 (lire en ligne)
- « Le Club Mount Stephen deviendra un hôtel », Métro,‎ 26 septembre 2012 (lire en ligne)
- « Le Mount Stephen Club ferme après 85 ans », Argent,‎ 23 décembre 2011 (lire en ligne)
- « Le Mount Stephen Club ferme ses portes », Lapresse,‎ 18 octobre 2011 (lire en ligne)

Ressources électroniques :
- Commission des lieux et monuments historiques du Canada, « Maison George-Stephen », sur Lieux patrimoniaux du Canada (consulté le 23 mai 2013)
- Gouvernement du Québec (Ressources naturelles et faunes), « 1430-1440 Rue Drummond (no. lot rénové : 1338870) », sur Registre foncier du Québec en ligne (consulté le 1er août 2013)
- Groupe hôtelier et immobilier Tidan, « Hôtel Mount Stephen » (consulté le 23 mai 2013)
- Héritage Montréal, « Sites emblématiques menacés », sur heritagemontreal.org (consulté le 3 août 2013)
- Lemay / Leclerc Architectes, « Mount Stephen Club and Hotel Complex, Montreal, Quebec, Canada. », sur Lemay.qc.ca (consulté le 23 mai 2013)
- MontrealPlus.ca, « Club Mount Stephen », sur MontrealPlus.ca (consulté le 23 mai 2013)
- Registraire des entreprises, « Club Mount Stephen (Constitué en 1926) », sur Registre des entreprises du Québec en ligne (consulté le 1er août 2013)
- Registraire des entreprises, « Club Mount Stephen », sur Registraire des entreprises (consulté le 23 mai 2013)
- SkyscraperPage, « Le Cristofe Alexandre », sur SkyscraperPage.com (consulté le 3 août 2013)
- Ville de Montréal, « Rôle de l’évaluation foncière : 1430-1440 Rue Drummond » (consulté le 23 mai 2013)
- Ville de Montréal, « Maison George Stephen », sur Grand répertoire du patrimoine bâti de Montréal (consulté le 23 mai 2013)
- Ville de Montréal, « Édifice du Mount Stephen Club », sur Répertoire du patrimoine culturel du Québec (consulté le 23 mai 2013)

Autres sources :
- Ministère de la Justice, bureau d’enregistrement du district de Montréal, E. H. Reilly, notaire, 14 octobre 1927, enr. no 157679.
- Service des permis et inspections de la Ville de Montréal, Permis no 2011, 1948-05-07.
- Service des permis et inspections de la Ville de Montréal, Permis no 3618, 1953-06-19.
- Service des permis et inspections de la Ville de Montréal, Permis no 4817, 1956-07-06.
- Service des permis et inspections de la Ville de Montréal, Permis no 2622, 1958-06-02.
- Service des permis et inspections de la Ville de Montréal, Permis no 2307, 1962-06-05.